# الأبراج المستديرة
الأبراج المستديرة من المظاهر الطبيعية في كثير من أنحاء أيرلندا. بنيت بالقرب من الكنائس والأديرة، فيما بين القرنين العاشر والثالث عشر الميلاديين. وكانت تستعمل لدق الأجراس اليدوية، واتخذت ملاجئ في أثناء غارات قراصنة الفايكنج. ويتراوح ارتفاعها بين 21 و 38 مترًا، وقطرها بين أربعة وخمسة أمتار ونصف المتر. وهناك نحو 100 من هذه الأبراج لاتزال قائمة.
وبحلول القرن التاسع عشر الميلادي، كان الناس قد نسوا الغرض من بناء هذه الأبراج المستديرة. وأشار بعض الكتاب إلى أن الأبراج بنيت لتكون هياكل فينيقية للنار، أو مراصد فلكية، أو أضرحة. بل قدمت تعليلات أكثر غرابة.
وفي عام 1833م، أعيد اكتشاف منشئها الحقيقي، حينما كتب، جورج بيتري، وهو أيرلندي مهتم بالآثار القديمة، مقالة جامعة عنها.